# Plan „Burza”
Plan „Burza” lub plan mobilizacyjny MP-41, ros. мобилизационный план 41 (МП-41) – domniemany niezrealizowany plan inwazji Związku Radzieckiego na Niemcy hitlerowskie, opracowany w 1940. Teza o istnieniu takiego planu jest podnoszona przez część publicystów historycznych i rosyjskich historyków, niemniej nie jest ona powszechnie przyjęta w historiografii i brak jest bezpośrednich dowodów na istnienie i szczegóły takiego planu.

## Historia
Prawdopodobnie plan „Burza” zakładał uderzenie ZSRR na sojusznicze Niemcy w 1941 przy użyciu sześciu armii na dwóch frontach w okresie, gdy będą one zaangażowane w inwazję na Anglię (Operacja „Lew Morski”).
Pierwsza wersja planu ataku na III Rzeszę została podpisana 18 września 1940 przez szefa Sztabu Generalnego ZSRR generała Kiriłła Mierieckowa oraz Ludowego Komisarza Obrony ZSRR marszałka Siemiona Timoszenkę.
Plan zakładał rozwinięcie trzech frontów – Północno-Zachodniego, Południowo-Zachodniego i Zachodniego:
- Zadaniem Frontu Północno-Zachodniego było opanowanie rejonu Sejny-Suwałki, wyjście na Olsztyn, osłona kierunków mińskiego oraz rysko-pskowskiego i związanie sił niemieckich w Prusach Wschodnich. We froncie miało brać udział siedemnaście dywizji strzeleckich, cztery dywizje pancerne, dwie brygady pancerne i dwadzieścia pułków lotniczych.
- Zadaniem Frontu Zachodniego było natarcie w kierunku Dęblina i rozwijanie operacji na Radom. Front zakładał udział czterech armii w łącznym składzie 35 dywizji strzeleckich, 3 dywizji pancernych, 1 dywizji zmechanizowanej, 3 dywizji kawalerii, 4 brygad pancernych, 39 pułków lotniczych.
- Zadaniem Frontu Południowo-Zachodniego było osłanianie granic Besarabii i północnej Bukowiny, uderzenie na rejon Lublina i Sandomierza i wyjście na Wisłę. Dalej front miał rozwijać się w kierunku Kielc i Krakowa. We froncie miało brać udział sześć armii.

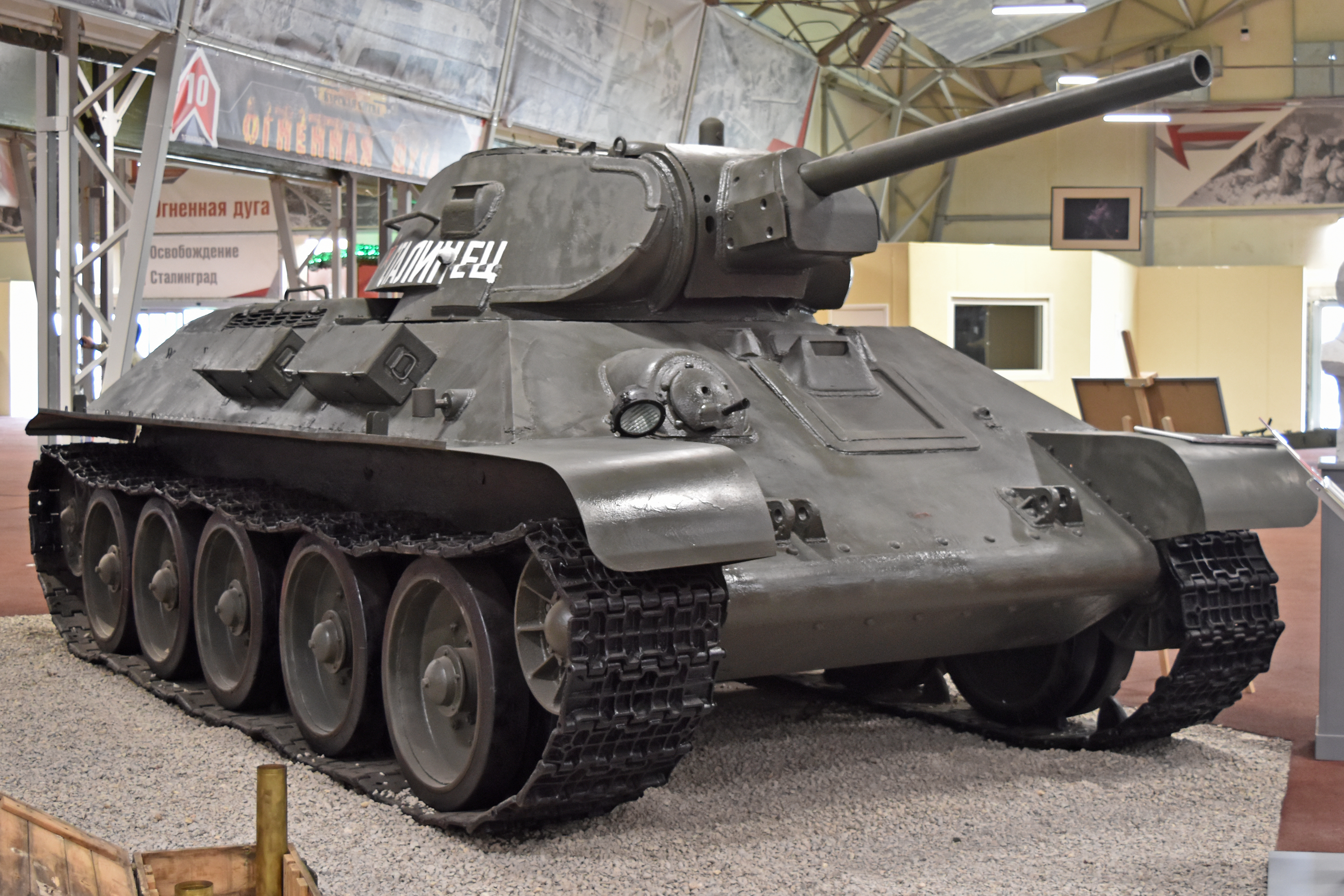
Radziecki czołg T-34, który w 1941 pod względem uzbrojenia oraz grubości i ukształtowania pancerza przewyższał wszystkie typy czołgów niemieckich

W chwili podpisania planu Józef Stalin dysponował wiedzą o opóźnieniu w realizacji Operacji „Lew Morski”, co najmniej do 1941, który to czas miał zostać wykorzystany na przygotowania do operacji „Burza”. W listopadzie 1940 w Sztabie Generalnym ZSRR przeprowadzono szereg gier wojennych mających symulować przyszły atak na Niemcy. Symulacje prowadzone w różnych składach i w różnych warunkach dowiodły, według generała Żukowa powodzenia planu.
W grudniu 1940 odbyła się konferencja z udziałem Żukowa, Stalina, Timoszenki, Miereckowa, Ryczagowa i innych kluczowych członków dowództwa wojskowego ZSRR. Podczas konferencji omówiono m.in. doświadczenia, jakie Armia Czerwona zdobyła w Finlandii podczas wojny zimowej (ignorując przy tym ogromne straty oraz faktyczną porażkę kampanii), zaś generał Żukow przedstawił entuzjastyczny referat wykazujący, że „śmiały i zmasowany” atak na Niemcy może zakończyć się powodzeniem.
W maju 1941 w wyniku działań mobilizacyjnych (m.in. przyspieszonej promocji oficerów), Armia Czerwona liczyła około 5 mln żołnierzy. W maju rozpoczęła się także tajna mobilizacja, która do 22 czerwca objęła dodatkowo ponad 800 tys. poborowych. Planowana liczebność na lipiec, kiedy miało rozpocząć się uderzenie na Niemcy, miała wynieść prawie 9 mln. 13 maja generał Żukow wydał rozkaz rozwinięcia pięciu armii przewidzianych w planie na pozycje, w których ostatecznie miały znaleźć się do 3 lipca.
Plan „Burza” pod nazwą MP-41 został ostatecznie zatwierdzony 16 maja 1941 i nosił nazwę Plan strategicznego rozwinięcia sił ZSRR na wypadek wojny z Niemcami i ich sprzymierzeńcami:

Podstawowym strategicznym celem Armii Czerwonej jest rozgromienie głównych sił armii niemieckiej, rozwiniętych na południe od Dęblina, i wyjście trzydziestego dnia operacji na linię frontu: Ostrołęka, rzeka Narew, Łowicz, Łódź, Kluczbork, Opole, Ołomuniec (...) oraz opanowanie terytorium byłej Polski i Prus Wschodnich (...) W żadnym wypadku nie pozwolić na przejęcie inicjatywy przez niemieckie dowództwo, uprzedzić nieprzyjaciela przy rozwinięciu i atakować niemiecką armię w tym momencie, kiedy będzie znajdować się w stadium rozwijania i nie zdąży jeszcze zorganizować frontu i współdziałania rodzajów wojsk.

Równocześnie Niemcy przygotowywały się do inwazji na ZSRR (Operacja Barbarossa). Jeszcze w maju 1941 Adolf Hitler przesyłał do Stalina uspokajające informacje, mające utwierdzić go w przekonaniu, że wszelkie informacje o przygotowywanej inwazji na ZSRR (Operacja Barbarossa) to angielska prowokacja:

Chcę być z Panem krańcowo szczery. Obawiam się, że któryś z moich generałów świadomie odważy się na podobny konflikt, żeby ocalić Anglię od jej losu i zniweczyć moje plany. Krytyczny jest jeden miesiąc. Około 15–20 czerwca planuję rozpocząć zmasowaną dyslokację wojsk na zachód znad Pańskiej granicy. Proszę Pana o niepoddawanie się żadnym prowokacjom, które mogą mieć miejsce ze strony któregoś z moich nieodpowiedzialnych generałów.

Ostatecznie do inwazji Niemiec na ZSRR doszło 22 czerwca 1941.
Szczegóły planu nie zostały dotychczas ujawnione. Równolegle udostępniono kilka dokumentów, które świadczą o tym, że w Związku Radzieckim nie przygotowywano się do obrony. Dodatkowym argumentem świadczącym przeciwko obronnemu charakterowi planu „Burza” może być fakt, iż nie został on wykorzystany w odparciu agresji hitlerowskiej, zaś w 1941 ZSRR walczył w ogóle bez planu strategicznego.